# Scopula concurrens
Scopula concurrens là một loài bướm đêm trong họ Geometridae.